# Jason Costa
Jason Costa es un músico estadounidense, más conocido como el exbaterista de la banda Diecast, y el actual baterista de la banda de All That Remains. Él ha estado con All That Remains desde finales de 2006, uniéndose casi inmediatamente después de Shannon Lucas dejó la banda. Jason ha tocado durante tres álbumes de All That Remains, Overcome, For We Are Many and A War You Cannot Win. Él se caracteriza por ser uno de los pocos bateristas de metal pesado que toca únicamente con el 'agarre tradicional'.

## Carrera

### Diecast (1997-2006)
Jason Costa se unió a la banda con sede en Boston Diecast como el baterista original en 1997. Durante ese año, la banda lanzó su álbum Perpetual War. Un año más tarde, en 1998, lanzaron su primer álbum de "etiqueta-producido '", Undo the Wicked. Después de los lanzamientos de estos dos discos iban a hacer los álbumes Day of Reckoning y Tearing Down Your Blue Skies. Luego, en 2006, Jason Costa dejó Diecast para unirse a su banda actual All That Remains.

### Uniéndose a All That Remains, y grabando Overcome (2006-2010)
Jason Costa, en 2006, audicionó para All That Remains, y consiguió el trabajo como su nuevo baterista, reemplazando a Shannon Lucas. Cuando se le preguntó si hacer el cambio de Diecast a All That Remains fue difícil, dijo: "Nada para mí fue un reto, excepto tener que poner un poco de tiempo en la práctica de los golpes en ráfaga, pero son bastante fáciles... un secreto para aprender eso. Sólo un metrónomo y un poco de paciencia."
Después de aproximadamente un año y medio, All That Remains lanzaron su primer álbum con Jason como su baterista: Overcome. Las canciones de Overcome incluyen los sencillos Two Weeks y Forever In Your Hands. Hay videoclips que fueron hechos para los dos sencillos.

### For We Are Many (2010-2011)
El 12 de octubre de 2010, All That Remains lanzó su siguiente álbum, For We Are Many. Esto dio lugar al sencillo 'Hold On' en 2010, y dos sencillos más, 'The Last Time' y 'The Waiting One', en 2011. Hay videoclips que fueron hechos por los dos primeros sencillos.

### A War You Cannot Win, y los proyectos en curso (2011-presente)
En 2012, All That Remains lanzó actualizaciones y videos, haciendo alusión a las nuevas canciones y a un nuevo álbum. Luego, el 27 de marzo de 2012, el vocalista de All That Remains, Phil Labonte, subió un video que mostró alrededor de diez segundos de la banda de grabar una nueva canción (la canción resultó ser un riff de 'Stand Up'. por último, el 13 de agosto, Phil subió personalmente un video de su nuevo sencillo 'Down Through the Ages', y luego el 29 de agosto, All That Remains lanzó el vídeo oficial de la letra para su próximo, nuevo sencillo 'stand Up'.